# Jean-Louis Gonnet
Pour les articles homonymes, voir Gonnet.
Jean-Louis Gonnet est un réalisateur français, né à Oullins (Rhône).

## Biographie
Après des études photographiques à Genève et à l’École des beaux-arts d’Orléans de 1975 à 1981, où il obtient le diplôme national supérieur d'expression plastique en 1981, Jean-Louis Gonnet poursuit sa formation en tant qu’assistant-réalisateur de films de fictions et de documentaires.
Il travaille de 1994 à 1997 au sein de la société de production Les Films du Fleuve. Il est assistant-réalisateur de nombreux films documentaires et de fiction. Il effectue des interventions en écoles des beaux-arts et en lycée dans le cadre des films réalisés. Il est délégué du court métrage de la Société des réalisateurs de films. En plus des films de commande produits par Canal+, La Sept vidéo, Arte — où il participe à la réalisation de l'émission Le Dessous des cartes et Metropolis — ou La Cinquième, il réalisé plusieurs films personnels sélectionnés dans de nombreux festivals et plusieurs fois primés.
Il collabore avec la compagnie théâtrale Les Productions Merlin.

## Filmographie
- 1981 : Filming Muybridge, film expérimental, autoproduction, 26 min.
- 1986 : Travail à domicile, série documentaire, 7 × 6 min.
- 1992 : Best of Imagina, les plus belles images de synthèse du monde. 50 « surprises » en images 3D, Imagina 1981-1991, compilation de films 3D, 60 min.
- 1997 : Stigmates, court métrage, co-réalisé avec Claude Duty, 27 min.
- 1998-2005 : Derrière la page, série documentaire, magazine Metropolis, Arte.
- 2001 : Comme un seul homme, documentaire, 13 min.
- 2008 : Le Voyage en Afrique du sud, documentaire, 52 min.
- 2012 : Ados des champs, documentaire, 52 min. diff France 3
- 2017 : Les forestiers, documentaire, 52 min. diff France 3

## Distinctions
- Nomination au 13e festival de Stockholm 2007 dans la section courts métrages pour Comme un seul homme.
- Leeds, prix Louis Le Prince du meilleur documentaire.
- Sienne, prix du meilleur documentaire.
- Turin, prix du meilleur documentaire et prix CinemAvvenire.
- Uppsala, grand prix d'Uppsala.
- Vila do Conde, prix RTP Onda Curta et prix du meilleur documentaire.
- Winterthour, mention spéciale.
- Tampere, mention.